# Sadirac
Sadirac é uma comuna francesa na região administrativa da Nova Aquitânia, no departamento da Gironda. Estende-se por uma área de 19,07 km². Em 2010 a comuna tinha 4 440 habitantes (densidade: 232,8 hab./km²).